# Håkon Haga
Håkon Bondevik Haga (Larvik, 18 ottobre 1977) è un giocatore di calcio a 5 ed ex calciatore norvegese, di ruolo centrocampista.

## Caratteristiche tecniche
Centrocampista dal gol facile, ha un grande scatto e un buon dribbling.

## Carriera

### Club
Haga vestì le maglie di Svarstad e Stag, prima di passare al KFUM Oslo nel 2000. Da allora, totalizzò 209 presenze e 46 reti in squadra.

### Nazionale
Conta 4 presenze e 2 reti per la Nazionale di calcio a 5 della Norvegia.